# Кофейник

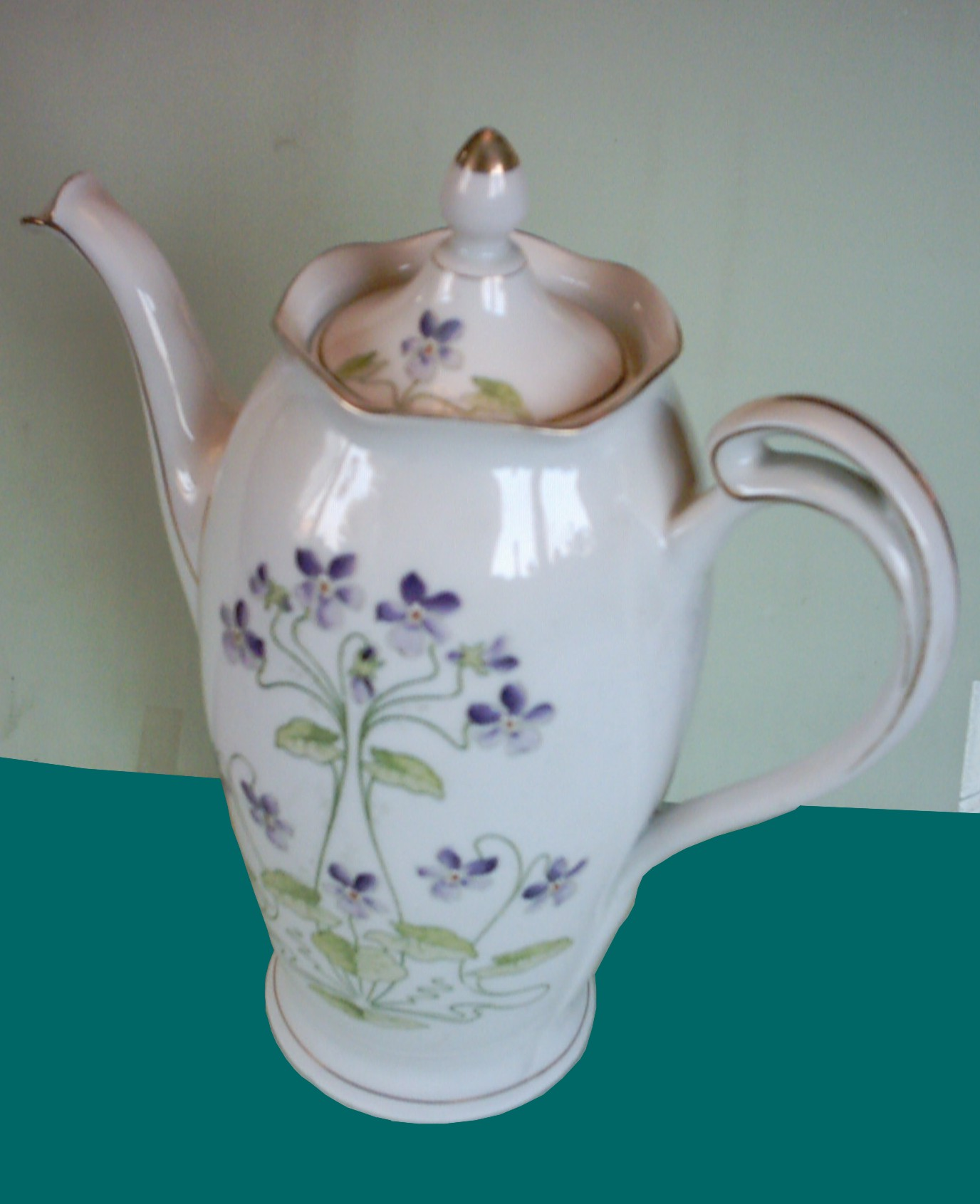
Кофейник 1900 года

Кофейник — чайник для заваривания или сервировки кофе. Высота кофейника обычно больше его диаметра.
Кофейники являются объектом коллекционирования. Самые крупные музеи кофейников в Европе, насчитывающие 5000 экспонатов, находятся в немецких городах Шёппенштедт и Бюхльберг.
До изобретения кофеварки готовый кофе подавали в специальной фарфоровой или фаянсовой посуде, по форме похожей на чайник, но обычно меньшего размера. В немецкой региональной гастрономической культуре Бергишес-Ланда используется дрёппельмина — фигуристый оловянный кофейник на трёх ножках и с краником, как у самовара.